# Country-rock à l'Olympia
Albums de Eddy Mitchell
Big Band au Casino de Paris
(1995) Show 94 au Zénith
(1995)
Country-rock à l'Olympia est le neuvième album live d'Eddy Mitchell enregistré à l'Olympia de Paris et sorti en 1995 sur le label Polydor.

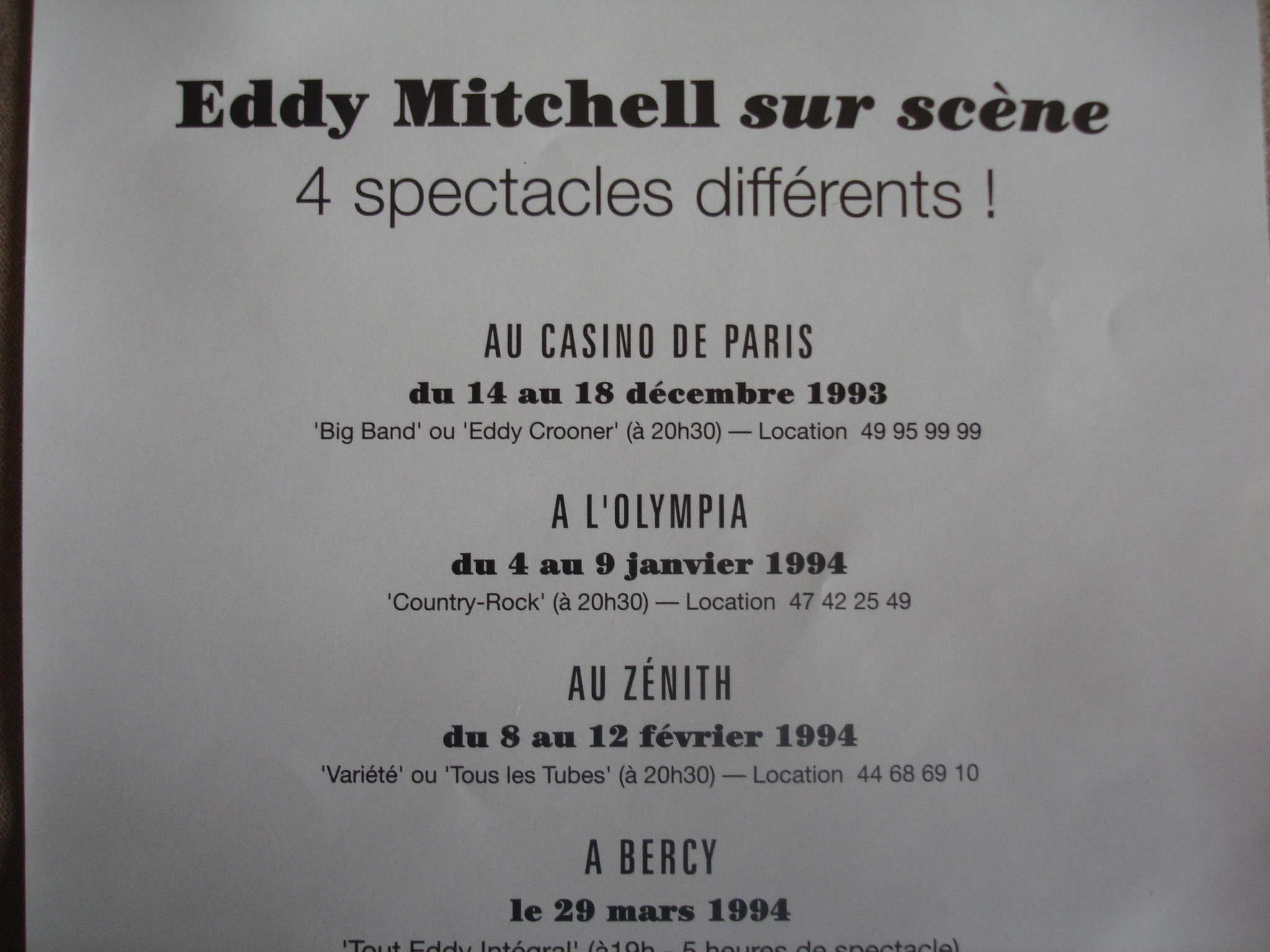
Affiche des concerts

Eddy Mitchell de décembre 1993 à mars 1994, se produit à Paris dans quatre salles différentes : Casino de Paris, Olympia, Zénith et Bercy. À chaque fois, il propose un tour de chant différent. Du 4 au 9 janvier 1994, l'Olympia est la seconde étape du chanteur.

## Liste des titres
| 1. | Lèche-bottes Blues (Intro)    |  |
| 2. | Et la voix d'Elvis            |  |
| 3. | J'vous dérange                |  |
| 4. | Tu peux préparer le café noir |  |
| 5. | À crédit et en stéréo         |  |
| 6. | Sur la route de Memphis       |  |
| 7. | Medley: Chaussettes Noires    |  |
| 8. | Petite annonce                |  |
| 9. | Je ne sais faire que l'amour  |  |

| 10. | Happy Birthday Rock'n'Roll     |  |
| 11. | Les Traîne-tard et les Rôdeurs |  |
| 12. | Pas de boogie woogie           |  |
| 13. | Bye bye Johnny B. Goode        |  |
| 14. | Rio Grande                     |  |
| 15. | C'est la vie mon chéri         |  |
| 16. | C'est un rocker                |  |
| 17. | Lèche-bottes Blues             |  |
| 18. | J'avais deux amis              |  |
| 19. | C'est un piège                 |  |
| 20. | Be Bop a Lula                  |  |